# گرنت موریسون

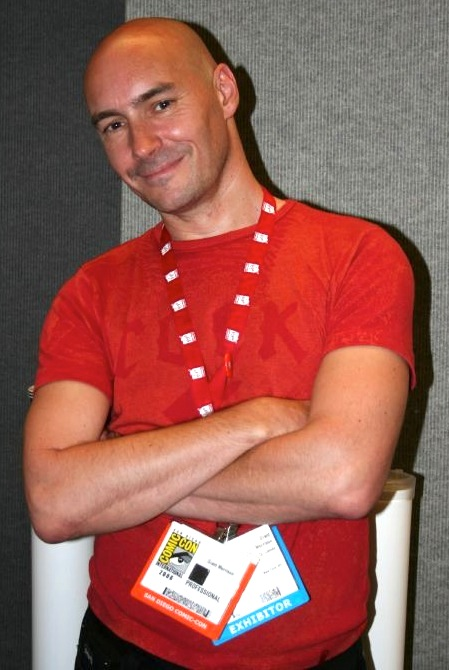
گرنت موریسون در حاشیه‌ی مراسم کامیک‌کان ۲۰۰۶

گرانت موریسون ، MBE (زاده 31 ژانویه 1960)  نویسنده، فیلمنامه‌نویس، تهیه‌کننده و نویسندهٔ کتاب‌های کمیک اسکاتلندی است. آثارش به خاطر روایت‌های غیرخطی، فلسفه اومانیستی و گرایش‌های ضدفرهنگی‌اش شناخته شده است. موریسون به طور گسترده برای دی سی کامیکس، ناشر مشهور کمیک در امریکا مطلب نوشته است.
در فاصلهٔ سال‌های 2016 تا 2018، موریسون به عنوان سردبیر مجله هوی متال مشغول به کار بود. 
کارهای موریسون تحسین منتقدان را برانگیخته است و برنده جوایز متعددی از جمله جوایز آیزنر ، هاروی و اینکپات شده است. در سال 2012، موریسون به دلیل خدماتش در زمینهٔ فیلم و ادبیات به عضویت نظم امپراتوری بریتانیا (MBE) منصوب شد.